# 1717
- Wikisource

| Calendário gregoriano                                                        | 1717 MDCCXVII                        |
| Ab urbe condita                                                              | 2470                                 |
| Calendário arménio                                                           | 1166 – 1167                          |
| Calendário bahá'í                                                            | -127 – -126                          |
| Calendário budista                                                           | 2261                                 |
| Calendário chinês                                                            | 4413 – 4414 Início a 11 de fevereiro |
| Calendário copta                                                             | 1433 – 1434                          |
| Calendário etíope                                                            | 1709 – 1710                          |
| Calendários hindus - Vikram Samvat - Calendário nacional indiano - Cáli Iuga | 1772 – 1773 1638 – 1639 4817 – 4818  |
| Calendário Holoceno                                                          | 11717                                |
| Calendário islâmico                                                          | 1129 – 1130                          |
| Calendário judaico                                                           | 5477 – 5478                          |
| Calendário persa                                                             | 1095 – 1096                          |
| Calendário rúnico                                                            | 1967                                 |
| Calendário solar tailandês                                                   | 2260                                 |

1717 (MDCCXVII, na numeração romana) foi um ano comum do século XVIII do actual Calendário Gregoriano, da Era de Cristo,  e a sua letra dominical foi C, teve 52 semanas, com início a uma sexta-feira e terminou também a uma sexta-feira.
| Ano completo                       |
| ---------------------------------- |
| Ano comum com início à sexta-feira |

## Eventos

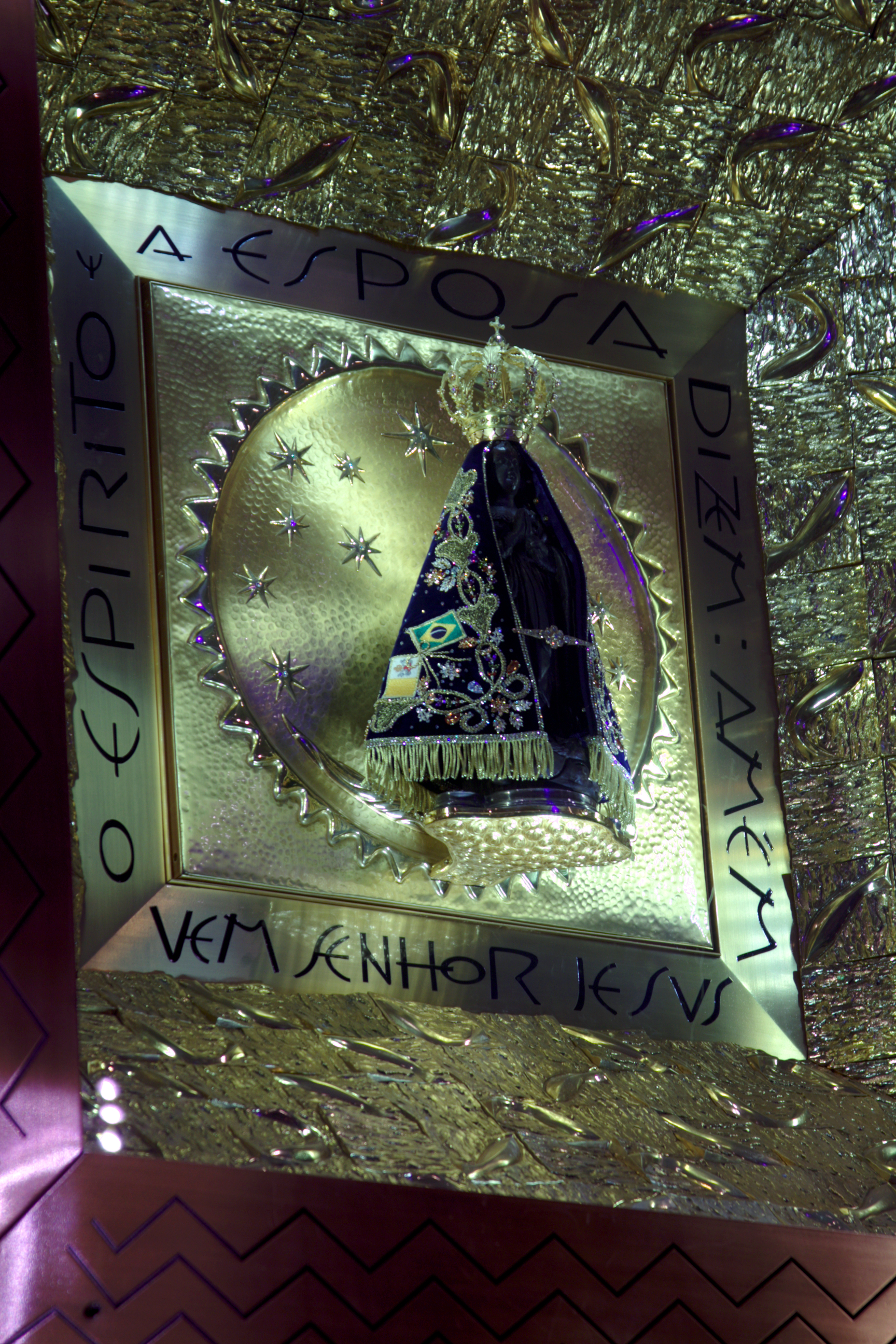
A imagem original de Nossa Senhora Aparecida.

- 24 de junho - é fundada na taverna The Goose and Gridiron a maçonaria.
- 19 de Julho - Batalha Naval de Matapão que dá a vitória dos Estados Pontifícios, com apoio da Ordem de Malta, da República de Veneza e do Reino de Portugal, contra o Império Otomano.
- 12 de outubro - É encontrada a imagem de Nossa Senhora da Conceição Aparecida.
- Fundação de Montevidéu no Uruguai.
- Segunda quinzena de Outubro - Por ocasião da passagem do Conde de Assumar pela Vila de Santo Antônio de Guaratinguetá, três pescadores - João Alves, Domingos Garcia e Felipe Pedroso - encontram no Rio Paraíba do Sul, uma imagem de Nossa Senhora da Conceição em suas redes. A pesca abundante logo após o encontro da Imagem, é considerado o primeiro milagre da santa que foi chamada - Nossa Senhora da Conceição Aparecida.
- Fundação do primeiro arraial em São Gonçalo do Pará, em Minas Gerais, que se tornaria importante área de combate aos indígenas e mineração.
- No Japão, abre-se em Kyoto uma loja de conservas e desidratados, a precursora da Daimaru, a cadeia de varejo que tornou-se uma sociedade anônima em 1920.[1]

## Nascimentos
- 9 de Abril - Georg Mathias Monn, Músico Compositor e Organista
- 13 de Maio - Maria Teresa da Áustria.
- 27 de junho - Louis Guillaume Le Monnier, botânico francês.
- 5 de Julho - Pedro III, Rei consorte de Portugal.
- 25 de Dezembro - Papa Pio VI. (m. 1799).

## Mortes
- 5 de abril - Jean Jouvenet, pintor francês.